# Muzeum Otokara Březiny
Muzeum Otokara Březiny je muzeum v Jaroměřicích nad Rokytnou, nachází se v domě pekaře Vlčka na ulici Březinova čp. 46. Dům v secesním stylu, ve kterém muzeum sídlí, je na seznamu kulturních památek České republiky.

## Historie
Dnešní budovu muzea Otokar Březina obýval od roku 1913 až do své smrti v roce 1929. Po pohřbu Otokara Březiny se v prostorách domu pekaře Vlčka (nynější budova muzea) sešlo několik přátel Březiny a dohodli se, že v těchto prostorách zřídí památník Otokara Březiny. Mezi přáteli byli František Bílek, Jakub Deml, E. Lakomá, M. Lukšů, profesor Jech a další. V roce 1930 byla na domě odhalena pamětní deska právě od Františka Bílka a správu nad novým památníkem v roce 1932 převzala Společnost Otokara Březiny v čele s Ferdinandem Höferem.
Muzeum fungovalo i za druhé světové války, byly však schovány některé památky, například fotografie ze setkání s T. G. Masarykem a překlady knih židovských autorů. Po druhé světové válce byl dům vykoupen Městským národním výborem Jaroměřice a město jej tak získalo do své správy. V padesátých letech byly spolky rušeny a zrušena byla i Společnost Otokara Březiny, muzeum tak přešlo do správy MěNV. Památky byly odvezeny do třebíčského muzea a budova památníku chátrala. Později hrozilo i zřícení budovy a až po zásahu brněnských památkářů se začalo dále jednat o opětovném zprovoznění muzea.
Po revoluci v roce 1989 došlo k rekonstrukci budovy a muzeum bylo po finanční pomoci např. Nadace Charty 77 znovu otevřeno k 125. výročí narození Otokara Březiny, tj. 11. září 1993. O znovuotevřené muzeum se stará obnovená Společnost Otokara Březiny. V roce 2011 byla u muzea otevřena Zahrada symbolů věnovaná Karlu Čapkovi.
Muzeum od roku 1993 nebylo rekonstruováno, dům byl poškozen od průjezdů po blízké silnici a na domě se objevily praskliny. Dům tak  mezi lety 2017 a 2018 prošel rekonstrukcí, při níž  byly opraveny sítě, fasáda i střecha budovy. Investorem bylo město Jaroměřice nad Rokytnou a Kraj Vysočina.  Muzeum bylo otevřeno v srpnu 2018, u příležitosti oslav 150 let od narození Otokara Březiny.
V roce 2019 v muzeu proběhla výstava žáků Josefa Kapinuse. V roce 2022 byla v muzeu uvedena výstava k 60. výročí od úmrtí Jana Zahradníčka, tu dva roky připravoval Radovan Zejda. K výročí 155 let od narození Otokara Březiny byl v zahradě domu vysazen strom a u něj v roce 2024 byla odhalena pamětní deska Otokarovi Březinovi.

## Popis
V muzeu jsou otevřena dvě patra, v přízemí je zázemí muzea a studijní muzejní knihovna. Před knihovnou jsou vitríny pro pořádání kratších tematických výstav a expozice k historii muzea a Společnosti Otokara Březiny. V prvním patře je zachovalý byt Otokara Březiny s nábytkem, obrazy, grafikami a dalšími artefakty. Součástí muzea jsou také vitríny s dokumenty a dalšími památkami. Muzeum je otevřeno od dubna do konce října, knihovna je otevřena po celý rok.